# Otto Heinz Engler
Otto Heinz Engler (* 21. September 1894 in Buttstädt, Sachsen-Weimar-Eisenach; † im 20. Jahrhundert) war ein deutscher Politiker und Oberbürgermeister der Stadt Gießen.

## Leben
Otto Heinz Engler wurde in Thüringen geboren und wuchs in einem Waisenhaus auf, weshalb kaum Informationen über seinen beruflichen Werdegang vorliegen. 1948 wurde er von Leipzig nach Gießen berufen, wo er als promovierter Jurist zunächst das Baudezernat leitete und Stadtkämmerer war. Bis 1954 leitete er als Oberbürgermeister die Geschicke der Stadt Gießen.
Er gehörte der Liberal-Demokratischen Partei an und bildete gemeinsam mit der CSU eine Regierung.
Am 2. April 1953 gehörte es zu seinen Aufgaben, die letzte Gießener Straßenbahn zur „letzten Ruhe“ zu steuern und damit die 44-jährige Geschichte des Nahverkehrsmittels zu beenden.
Die Stadt Gießen feierte am 12. Mai 1953 die 150. Wiederkehr des Geburtstages eines ihrer berühmtesten Söhne, Chemiker Justus von Liebig. Diesen Festakt beging die Gesellschaft Liebig-Museum gemeinsam mit der Universität Gießen und der Stadt Gießen. Bei dieser Gelegenheit hielt Oberbürgermeister Engler die Festansprache und weihte das im Zweiten Weltkrieg zerstörte Liebig-Denkmal mit einer Kranzniederlegung ein.
Am 6. Dezember 1953 übernahm der hessische Kultusminister Arno Hennig die Schirmherrschaft über die Fritz-von-Unruh-Stiftung, die von dem Gießener Kulturreferenten Heinrich Bitsch gegründet wurde. Dem Stiftungspräsidium gehörten u. a. Ludwig Metzger, Walter Kolb und Engler an.